# Willy Knoop
Willy Knoop (* 7. März 1888 in Lütjenburg; † 16. März 1966 in Hamburg-Wellingsbüttel) war ein deutscher Maler und Aquarellist.

## Leben
Willy Knoop war der Sohn eines Maurers und machte zunächst eine Schreiberlehre im Bürgermeisteramt. Als figürlicher Maler war er ein Autodidakt. Ab 1922 war er Mitglied in der Künstlergruppe Die Barke in Oldenburg. Ab 1928 arbeitete Knoop in Hamburg als Aquarellist, aber auch in Öl, in großen Formaten und expressionistischer Manier. Zu seinen Motiven zählten Hafenbilder, Zirkusszenen, Landschaften und Stillleben. Dort besaß er ein Atelier im städtisch gefördertenOhlendorffhaus. Er wurde Teil der Hamburgischen Sezession und verkehrte mit Erich Hartmann, Willem Grimm, Karl Kluth und Fritz Kronenberg. In dieser Zeit schuf er im Auftrag der Stadt Wandbilder für die Hamburger Seefahrtsschule.
Der Nationalsozialismus brachte nicht nur das Ende der Sezession, sondern 1937 für Knoop auch die Streichung aus der Liste der bildenden Künstler und ein Ausstellungsverbot. Zusammen mit seiner Schülerin Margret Schellbach emigriert er noch im selben Jahr nach Belgrad und bereiste Jugoslawien und Griechenland. 1938 zog das Paar nach Wien, wo es am 22. Dezember 1938 heiratete. Knoop arbeitete in Wien als Postbeamter. 1944 eröffnete er in Graz eine Ausstellung, die noch am selben Tag von der Gestapo geschlossen wurde. Im darauffolgenden Jahr verbrennen zahlreiche Werke von Knoop und seiner Frau in Gloggnitz beim Einmarsch der russischen Armee. Nach dem Zweiten Weltkrieg kehrte das Paar 1946 nach Lütjenburg zurück und lebte zusammen mit dem Adoptivsohn zunächst in Hohwacht. Er kann an seine Vorkriegskarriere anknüpfen und ist 1949 auf Ausstellungen in London, Manchester und Edinburgh vertreten, 1950 malt Knoop einige Werke für den Film Die Sünderin. Ab 1952 wohnte das Paar in Kiel, 1954 zog Knoop nach Büsum, von 1963 bis 1965 wohnte er erneut in Hamburg. 1956 war er an der Gründung der Künstlervereinigung Gruppe 56 Schleswig-Holstein e.V. beteiligt.
Willy Knoop starb am 16. März 1966  und wurde am 2. April 1966 auf dem Friedhof von Lütjenburg beigesetzt.

## Einzel- und Gruppenausstellungen
- 1948: Galerie der Jugend, Gottfried Sello, Hamburg[2][1]
- 1950: Kunst-Kabinett am Börsenplatz, Hannah Bekker vom Rath, Frankfurt am Main[1]
- 1957: Schloss Gottorf, Schleswig
- 1959: Kunsthalle zu Kiel
- 1966–67: Landesverband Bildender Künstler in Schleswig-Holstein, Kiel
- 2013: Rathaus, Lütjenburg
- 2010: Förde Sparkasse, Lütjenburg[2]

## Ehrungen
- 1960: Ehrenbürger der Stadt Lütjenburg in Holstein[1]